# Дуан (футбольный клуб, Ниамей)
«Дуан» (фр. Douanes) — нигерский футбольный клуб из Ниамея. Выступает в чемпионате Нигера. Домашней ареной «Дуана» является стадион имени генерала Сейни Кунче, вместимостью 35 тысяч зрителей. Клубным цветом команды является синий.

## История
Футбольная команда «Дуан» основана в 2000 году в городе Тиллабери, где играла до 2004 года, после чего перебазировалась в Ниамей (столицу Нигера).
Дважды успеха в чемпионате Нигера команда добилась сезонах 2012/13 и 2014/15. Также дважды «Дуан» побеждал в Кубке Нигера и дважды играл в финале. В Суперкубке Нигера в активе столичной команды имеется две победы и одно участие в решающем матче.
На международном уровне нигерская команда дебютировала в 2014 году в рамках Лиги чемпионов КАФ, где уступила в предварительном раунде египетскому «Замалеку» с общим счётом 0:3.
В составе команды неоднократно играли футболисты национальной сборной Нигера. В частности цвета «Дуана» защищали Викторян Адебайор, Кассали Дауда и Абдул Гарба. Главным тренером с 2010 по 2015 год являлся Шейк Омар Диабат, впоследствии работавший с местной национальной сборной.

## Достижения
- Чемпион Нигера (2): 2013, 2015
- Победитель Кубка Нигера (2): 2016, 2022
- Победитель Суперкубка Нигера (2): 2013, 2015

## Последние результаты
| Сезон   | Див. | Место | Кубок      |         | Сезон | Див. | Место      | Кубок |
| ------- | ---- | ----- | ---------- | ------- | ----- | ---- | ---------- | ----- |
| 2010/11 | I    | 11    |            | 2018/19 | I     | 9    | 1/4 финала |       |
| 2011/12 | I    | 3     | 1/8 финала | 2019/20 | I     | отм. | 1/8 финала |       |
| 2012/13 | I    | 1     | 1/8 финала | 2020/21 | I     | 3    | 1/2 финала |       |
| 2013/14 | I    | 8     | 1/2 финала | 2021/22 | I     | 2    | Победитель |       |
| 2014/15 | I    | 1     | 1/4 финала | 2022/23 | I     | 3    | Финалист   |       |
| 2015/16 | I    | 4     | Победитель | 2023/24 | I     | 4    | 1/8 финала |       |
| 2016/17 | I    | 3     | 1/8 финала | 2024/25 | I     |      |            |       |
| 2017/18 | I    | 9     | 1/8 финала |         |       |      |            |       |

## Континентальный турнир
| Сезон   | Турнир                 | Этап   | Соперник       | Дома | Гости | Общий |
| ------- | ---------------------- | ------ | -------------- | ---- | ----- | ----- |
| 2014    | Лига чемпионов КАФ     | предв. | Замалек        | 0-1  | 0-2   | 0-3   |
| 2017    | Кубок Конфедерации КАФ | предв. | Иттихад Танжер | 1-2  | 0-1   | 1-3   |
| 2022/23 | Кубок Конфедерации КАФ | первый | Квара Юнайтед  | 0-0  | 0-3   | 0-3   |